# فرودگاه تاچنگ
فرودگاه تاچنگ (به انگلیسی: Tacheng Airport) یک فرودگاه همگانی با کد یاتا TCG است . این فرودگاه در کشور چین قرار دارد و در ارتفاع ۶۰۴ متری از سطح دریا واقع شده است.